# Power Rangers: Zeo
Power Rangers: Zeo is het vierde seizoen van de Power Rangers serie geproduceerd door Saban Entertainment. Dit seizoen is een vervolg op  Mighty Morphin Alien Rangers (de mini-serie in het derde seizoen van Mighty Morphin Power Rangers).
Het verhaal is gebaseerd op de Sentai serie Chouriki Sentai Ohranger. Power Rangers Zeo was met 50 afleveringen het op een na langste seizoen van allemaal.

## Verhaallijn
Vervolg van Mighty Morphin Alien Rangers
Rita en Lord Zedd krijgen niet veel tijd om te genieten van hun overwinning op de Rangers omdat ze zelf worden aangevallen door het Machine Keizerrijk geleid door Koning Mondo. Ze zijn gedwongen hun paleis op de maan te verlaten en te vluchten naar de M-51 melkweg waar Rita’s vader Master Vile woont. Mondo en zijn leger vestigen zich op de maan en bereiden zich voor om de Aarde over te nemen.
Ondertussen doorzoeken de Rangers de restanten van het Commandocentrum en vinden tot hun verbazing het Zeo kristal dat Goldar en Rito blijkbaar hebben verloren tijdens de ontploffing. Het kristal transporteert hen naar een geheime ruimte onder het voormalige centrum, de Power Chamber. Zordon en Alpha 5 blijken hier ook te zijn, levend en wel. Zordon informeert de Rangers over de komst van het Machine Keizerrijk. Hij splitst het Zeo kristal wederom in vijf stukken zodat de Rangers deze als nieuwe krachtbron kunnen gebruiken. Als de nieuwe Power Rangers Zeo weten ze de eerste aanval van het Machine Keizerrijk af te slaan. Om de Rangers verder te helpen maken Billy en Alpha 5 de Zeo Zords.
Na een tijdje duikt de mysterieuze gouden Ranger op. Hij blijkt later een Alien van de planeet Triforia genaamd Trey te zijn. Hij kwam naar de Aarde om de Rangers te helpen. Nadat hij gewond raakt in een gevecht moet hij zijn Ranger krachten doorgeven aan iemand anders, omdat ze anders verloren raken. Voormalige rode ranger Jason neemt de rol van gouden Ranger over totdat Trey weer genezen is.
Mondo besluit zelf met de Rangers te vechten, maar wordt vernietigd door de Super Zeo Megazord. Hoewel hij kan worden herbouwd (hij is immers een robot) zit het keizerrijk tijdelijk zonder leider. Rita en Zedd keren terug naar de aarde en proberen zelf het keizerrijk over te nemen met hun eigen robot: Louie Kaboom. Dit plan mislukt door tussenkomst van Mondo's oudste zoon, Prins Gasket. Hij leidt het keizerrijk tot Mondo's terugkeer.
Tegen het eind van de serie verlaat Billy het team en vertrekt naar Aquitar, de thuisplaneet van de Aquitian Rangers. Ook is Trey inmiddels hersteld en neemt zijn gouden Rangerkrachten weer terug. Er volgt nog een gevecht tussen de Rangers en het Machine Keizerrijk, dat door de Rangers gewonnen wordt. Rita en Zedd besluiten van de situatie gebruik te maken om hun rivalen voorgoed uit te schakelen. Met een bom blazen ze Mondo en alle andere leden van de koninklijke familie op. Daarna besluiten ze eerst op vakantie te gaan voordat ze weer een poging ondernemen om de Aarde te veroveren.
Wordt vervolgd in Turbo: A Power Rangers Movie.

## Karakters

### Zeo Rangers
- Thomas “Tommy” Oliver/ Rode Zeo Ranger: de voormalige groene en witte Power Ranger. Tommy wordt door Zordon aangewezen als de nieuwe teamleider.
- Rocky DeSantos/ Blauwe Zeo Ranger: de voormalige rode Power Ranger.
- Adam Park/ Groene Zeo Ranger: de voormalige zwarte Power Ranger.
- Katherine “Kat” Hillard / Roze Zeo Ranger: de voormalige roze Power Ranger.
- Tanya Sloan/ Gele Zeo Ranger: zij kreeg haar stuk van het Zeo Kristal van de voormalige gele Power Ranger Aisha.
- Trey/ Gouden Ranger I: Trey is een alien van de planeet Triforia. Hij kwam naar de Aarde om de Rangers te helpen in hun gevecht tegen het Machine Keizerrijk.
- Jason Lee Scott/ Gouden Ranger II: Jason was de allereerste rode Power Ranger die zijn krachten uiteindelijk doorgaf aan Rocky. Hij keert weer terug in het team om de Gouden Ranger krachten over te nemen van Trey wanneer die gewond raakt in een gevecht. Zijn rol als gouden ranger is maar van korte duur omdat Trey nadat hij is genezen de krachten weer terugneemt.

### Hulp
- Zordon: net als in de vorige serie zit Zordon opgesloten in een Tijd Warp en communiceert met de Rangers via een plasma tube.
- Alpha 5: Zordon’s robot assistent.
- Billy Cranston: de voormalige blauwe Power Ranger. Omdat er maar vijf stukken Zeo kristal waren, en zes voormalige Rangers, besloot hij zijn rol als ranger op te geven. Hij helpt Alpha de Power Chamber te onderhouden en werkt als technisch adviseur voor het team. Hij is Trey’s eerste keus om de nieuwe Gouden Ranger te worden, maar zijn lichaam stoot de Ranger krachten af. Aan het eind van de serie wordt Billy door een mislukt experiment razendsnel ouder en vertrekt met de Alien Rangers naar hun planeet waar een medicijn is hiertegen. Hij wordt hierna niet meer teruggezien.
- Auric the Conqueror: een oud tiki-beeld dat met een speciale sleutel tot leven kan worden gewekt. Auric gehoorzaamt degene die de sleutel bezit. Hij wordt gevonden door Tanya’s ouders en vecht een tijdje mee aan de kant van de rangers. Hij verdwijnt na te zijn verslagen door een monster dat de Zeo Megazord had gekaapt.
- Mighty Morphin Alien Rangers: wanneer Billy begint te verouderen, en zowel Mondo als Rita en Zedd een monster naar de Aarde sturen komen de Alien Rangers de Zeo Rangers te hulp.
- Bulk & Skull: dezelfde twee punks uit Mighty Morphin Power Rangers.

### Vijanden
Machine Keizerrijk
Het Machine Keizerrijk is een buitenaards leger van robots dat al meerder planeten heeft veroverd. Het Machine Keizerrijk wordt aan het eind van Power Rangers Zeo vernietigd door Rita Repulsa en Lord Zedd, maar wordt in Power Rangers: In Space weer herbouwd door de “United Aliance of Evil” (UAE).
- Koning Mondo: de leider van het Machine Keizerrijk. Na meerdere mislukte pogingen de Aarde te veroveren vecht hij zelf met de Rangers maar wordt verslagen. Hij wordt later herbouwd. Hij wordt opnieuw vernietigd samen met zijn leger door de bom van Rita en Zedd.
- Koningin Machina: de vrouw van Mondo. Ze wordt ook aan het eind van Power Rangers Zeo vernietigd door Zedd en Rita.
- Prins Sprocket: de zoon van Mondo en Machina.
- Klank en Orbus: Mondo’s dienaren.
- Cogs: de soldaten van het Machine Keizerrijk.
- Archerina en Prins Gasket: Gasket is de eerste zoon van Mondo en Machina. Archerina is zijn vrouw. Ze proberen na Mondo's vernietiging het Machine Keizerrijk over te nemen. Wanneer Mondo terugkeert vluchten ze terug naar hun thuisplaneet.

Rita en Zedd
- Rita Repulsa en Lord Zedd: de twee hoofdvijanden uit Mighty Morphin Power Rangers. Ze worden aan het begin van Power Rangers Zeo verjaagt door het Machine Keizerrijk. Ze slagen er uiteindelijk in om het Machine Keizerrijk op te blazen met een bom. Daarna gaan ze op vakantie en worden niet meer gezien tot aan Power Rangers: In Space.
- Rito Revolto en Goldar: Rita’s broer en Rita’s beste krijger. Zij bliezen aan het eind van Mighty Morphin Alien Rangers het commando centrum op, maar verliezen in de ontploffing hun geheugen. Ze werken hierna een tijdje voor Bulk en Skull. Ze sluiten zich weer bij Rita en Zedd aan nadat hun geheugen terugkeert.
- Louie Kaboom: een robot gebouwd door Rita en Zedd om na Mondo’s vernietiging het commando over het Machine Keizerrijk over te nemen. Louie slaagde hierin, maar verraadde Zedd en Rita hierna. Hij wordt uiteindelijk vernietigd door de Rangers.

## Zords
- - Zeo Zords: de eerste vijf zords van de Rangers.
  - Zeo Zord V (gebaseerd op een fenix)
  - Zeo Zord IV (gebaseerd op de Taurus)
  - Zeo Zord III (gebaseerd op een sfinx)
  - Zeo Zord II(gebaseerd op een Dogu)
  - Zeo Zord I(gebaseerd op een Moai)
- Zeo Megazord: de combinatie van de vijf Zeo zords. Elke Zeo zord kan het hoofd van de megazord vormen en zo de megazord verschillende wapens en aanvalstechnieken geven.
- Red Battlezord: de persoonlijke zord van Tommy. De Battlezord gebruikt dezelfde techniek als de Battle Borgs van de Alien Rangers zodat Tommy de zord telepathisch kan besturen.
- Zeo Mega Battlezord: de combinatie van de “Zeo Megazord” en de “Red Battlezord”
- Pyramidas: de piramide-vormige robot van de gouden Ranger.
  - Zeo Ultrazord Carrier mode: hierin dient Pyramidas als transport voor de Zeo Zords en Red Battlezord.
  - Zeo Ultrazord Warrior mode: hierin combineert Pyramidas met de Zeo Zords en de Red Battlezord om een extra sterke robot te vormen.
  - Super Zeo Zords: toen Trey naar de Aarde kwam bracht hij ook de Super Zeo gems mee. Deze stellen de Rangers in staat om de super Zeo zords op te roepen. Elke Super Zeo Zord heeft dezelfde wapens als de Ranger die hem bestuurt:
  - Super Zeo Zord V
  - Super Zeo Zord IV
  - Super Zeo Zord III
  - Super Zeo Zord II
  - Super Zeo Zord I
- Super Zeo Megazord: de combinatie van de Super Zeo Zords. De Super Zeo Megazord vecht met twee zwaarden en werd voor het eerst gebruikt tegen Koning Mondo.
- Warrior Wheel: een wat kleinere robot die kan veranderen in een enorm wiel. In deze vorm dient hij als extra wapen voor de Super Zeo Megazord.

## Scorpion Rain
Er doet zich al geruime tijd een populair gerucht ronde dat Power Rangers: Zeo nog een mini aflevering zou bevatten getiteld "Scorpion Rain". In deze aflevering zou Lord Zedd met zijn eigen zord Serpenterra de Aarde aanvallen en de Zeo rangers bevechten. De Zeo Megazord werd in dit gevecht vernietigd, maar de Super Zeo Megazord beschadigde Serpenterra dusdanig dat Zedd gedwongen was zich terug te trekken en Serpenterra nooit meer te gebruiken. Dit alles zou verklaren waarom de Rangers in de film Turbo: A Power Rangers Movie nieuwe Turbo krachten nodig hadden en waarom Zedd en Rita hun aanval op de Aarde stopzetten.
In werkelijkheid betrof het hier geen aflevering maar een fanfilm, gemaakt door een aantal fans die niet tevreden waren over de manier waarop Power Rangers Zeo overging in Power Rangers Turbo (aan het eind van Zeo waren alle zords nog onbeschadigd en was geen enkele reden waarom de Rangers nieuwe krachten nodig zouden hebben). Amit Bhaumik, die ook meewerkte aan de serie, hielp zelf mee met deze fan film. Maar mede door de geruchten en de aandacht eromheen zijn steeds meer fans deze "aflevering" als echt onderdeel van de serie gaan zien. De aflevering Forever Red bevat zelfs een referentie naar deze "fictieve" mini-aflevering.

## Titelsong
Gezongen door Jim Cushinery & Jeremy Sweet 

Geschreven door ??? 

Gecomponeerd door ???
Zeo, go 

Zeo...
Stronger than before 

Go Zeo! 

Powered up for more 

Go Zeo! 

Rangers at the core 

Zeo! Power Rangers!
Zeo
Higher than before 

Go Zeo! 

Wired up for more 

Go Zeo! 

Even up the storm 

Zeo! Zeo!
Go! Go! Power Rangers! 

Go! Go! Power Rangers! 

Go! Go! Power Rangers! 

Zeo! Power Rangers!

## Wetenswaardigheden
- De Gouden Ranger dankt zijn naam aan het feit dat zijn kostuum een hoop goudkleurige pantser platen bevat. Het spandex pak daaronder is gewoon zwart. De eerste ranger met een kostuum geheel in een andere kleur dan de standaard zeven is de zilveren ranger uit Power Rangers: In Space.
- Dit was de eerste Power Ranger serie met een team-up met het vorige team.
- Een van de grootste verschillen tussen Power Rangers Zeo en Ohranger, wat betreft de vijanden, is de relatie tussen Prins Sprocket en prins Gasket. In Power Rangers Zeo zijn deze twee broers van elkaar. In Ohranger waren ze een en dezelfde (Sprocket was prince Buldont en Gasket Kaizer Buldont).
- Dit is een van de weinige Power Ranger series waarin de gele ranger in zowel de Amerikaanse versie als de Japanse versie een vrouw is.